# ZBD-04
 (juin 2019).
Le ZBD-04 ou Type 04 est un véhicule de combat d'infanterie développé par Norinco équipant les unités de l'Armée de terre chinoise. D'une conception très similaire au BMP-3 russe surtout pour la tourelle, son moteur est placé à l'avant pour offrir plus de confort aux passagers situés l'arrière du véhicule. Il est entré en service en 2004, en 2023 au moins 2 400 ZBD-04 sont en service au sein de l'armée de terre chinoise.

## Développement
En 1996, la Chine a importé les technologies de tourelle et de systèmes d'armes du BMP-3M avec des licences de Russie. Après des tests, l’armée chinoise a décidé d’équiper les systèmes d’armements du BMP-3 sur une tourelle et châssis développés localement. Il a également été décidé de remplacer différents capteurs et composants électroniques du véhicule.
Le système de vision nocturne du BMP-3M avec projecteur infrarouge a été jugé obsolète et a été remplacé par un viseur thermique jour/nuit. Des récepteurs d'alerte laser, des visionneuses thermiques indépendantes pour le commandant et des systèmes de capteurs météorologiques ont été installés. Le ZBD-04 est doté d'une tourelle entièrement soudée et d'un compartiment moteur frontal pour une opération de débarquement des troupes plus efficace, tandis que le BMP-3 a le moteur situé à l'arrière. 
Le premier prototype est apparu en 1997, c'est pour cela que des fois le ZBD-04 est appelé ZBD-97. La conception a été finalisée en 2004 et est entrée en production la même année.

## Caractéristiques

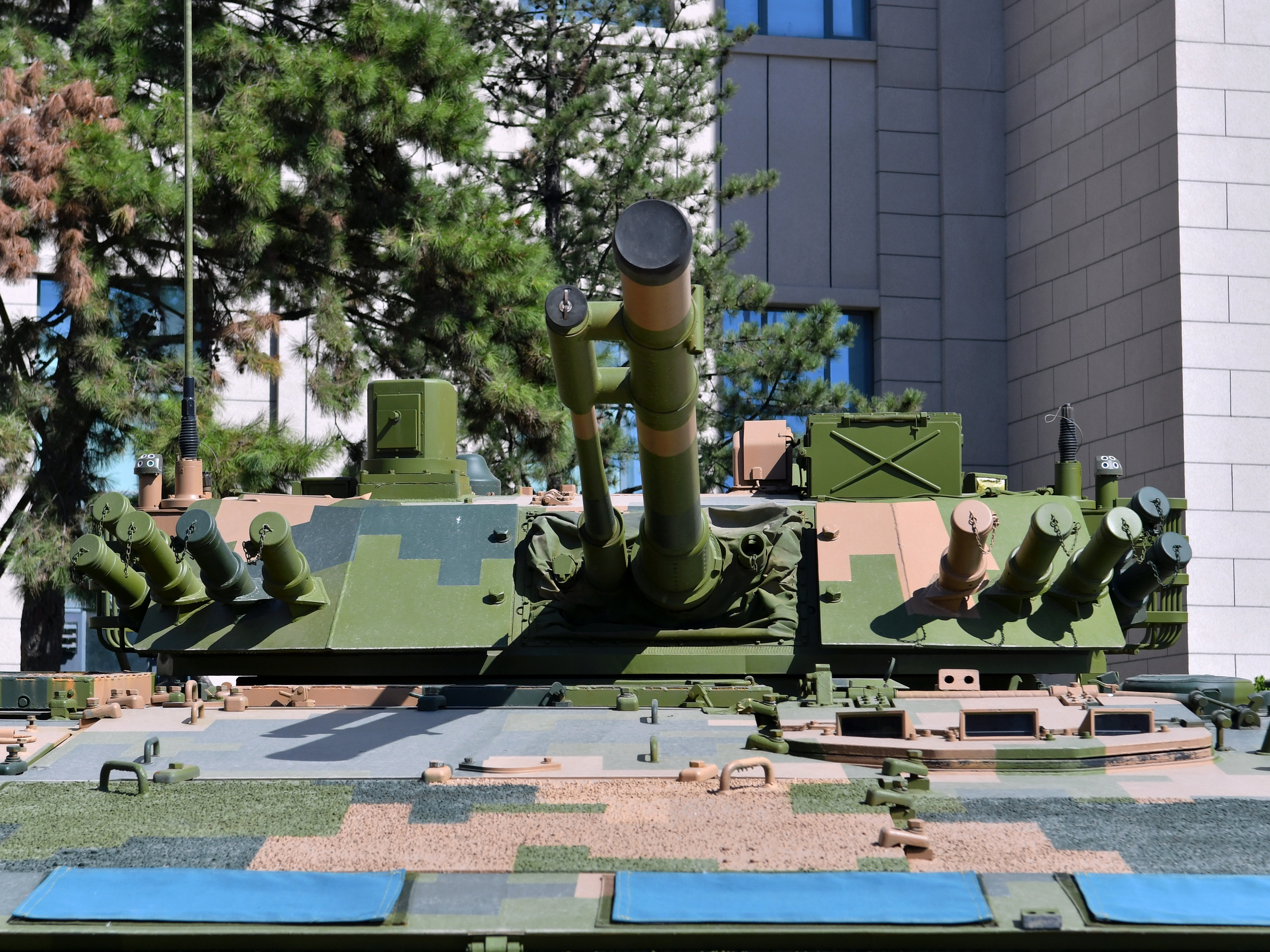
La tourelle d'un ZBD-04A

### Armement
Le ZBD-04 comme son homologue russe possède beaucoup d'armements différents. Toutes les armes sont montées sur la tourelle située au centre du châssis et pouvant accueillir deux hommes.
L'armement principal est un canon rayé de calibre 100 mm qui peut servir à la destruction de véhicules blindés ennemis. Ce canon à rechargement automatique stabilisé et à faible recul peut tirer soit des obus explosifs, soit les missiles guidés antichars 3UBK10 (9M117 Bastion). Sa cadence de tir est de 8 - 10 coups/min.
On retrouve ensuite un canon automatique de calibre 30 mm ZPT99 qui peut aussi servir à riposter à des véhicules ennemis mais aussi à fournir un appui feu à l'infanterie. Le ZPT99 est une imitation du canon automatique 2A72 (en) de calibre 30 mm d'origine russe. Il est situé à la droite du canon de calibre 100 mm. Sa cadence de tir est de 300 coups par minute.
Pour finir on retrouve un fusil-mitrailleur de calibre 7,62 mm qui sert à l'autoprotection du ZBD contre l'infanterie. Il est également collé aux deux canons sur la tourelle.

La tourelle est également équipée de plusieurs lance-fumigènes.

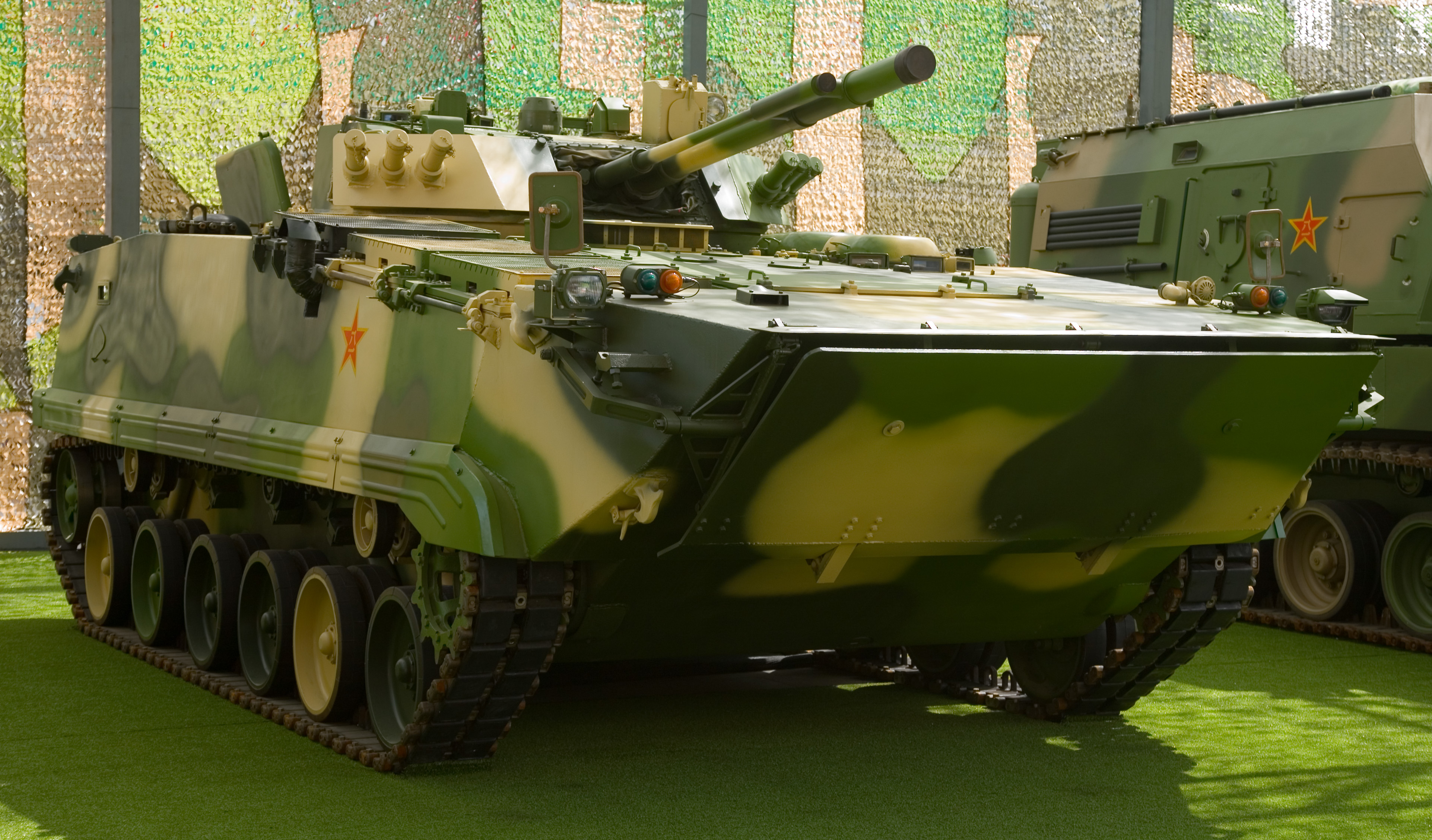
Véhicule de combat d'infanterie ZBD-04

### Équipements de visée
Le véhicule est équipé d'un système de gestion et de coordination de champ de bataille. Pour la commande de tir, le véhicule est équipé d'un télémètre laser relié à un ordinateur balistique. Le commandant dispose d'outils de communications sans fil, un système de navigation par satellite ainsi qu'un système IFF.
Le tireur possède un viseur thermique à gauche. Le commandant dispose d'un viseur panoramique thermique à droite (ZBD-04A).

### Transport de personnel
Le ZBD-04 peut transporter 7 passagers pleinement équipés en plus de son équipage. La sortie du véhicule se fait par une double porte située à l'arrière du châssis. 
Le ZBD-04A voit ses capacités amphibies réduites avec l'élimination de ses hydrojets. Un blindage modulaire a alors pu être ajouté sans trop augmenter la masse du véhicule.

### Variantes

#### ZBD-04A
Il s'agit d'une version améliorée du ZBD-04. Elle entre en service en 2014.

#### AFT-10
C'est un véhicule lanceur de missiles antichars HJ-10 (en) d'une portée de 10 km. Il est basé sur la plateforme ZBD-04A et transporte 8 silos de missile.

#### PPZ-10
Véhicule d'artillerie équipé d'un canon/mortier de calibre 120 mm, similaire au PLL-05 ou 2S9 / 2S23 / 2S31.